# Anthurium atropurpureum
Anthurium atropurpureum là một loài thực vật có hoa trong họ Ráy (Araceae). Loài này được R.E.Schult. & Maguire miêu tả khoa học đầu tiên năm 1953.